# Saint-Gabriel-de-Rimouski
Saint-Gabriel-de-Rimouski är en kommun i provinsen Québec i Kanada. Den ligger i regionen Bas-Saint-Laurent, i den östra delen av landet, 600 km nordost om huvudstaden Ottawa. Kommunen Saint-Gabriel bildades 1989 genom sammanslagning av bykommunen med samma namn och kommunen Fleuriault, och bytte namn 1998.